# 트라이베카 영화제

트라이베카 영화제 로고

트라이베카 영화제(Tribeca Film Festival)는 매년 봄 뉴욕에서 열리는 영화제이다. 2001년 9월 11일 발생한 9·11 테러 사건 이후 뉴욕의 부흥을 기원하여 2002년 제인 로즌솔, 로버트 드 니로, 크레이그 햇코프에 의해 시작되었다.

## 역대 수상작

### 2019년
| 부문                                                    | 작품                                                   | 수상자                  |
| ------------------------------------------------------- | ------------------------------------------------------ | ----------------------- |
| 국제장편경쟁 작품상                                     | 벌새                                                   | 김보라                  |
| 국제장편경쟁 남우주연상                                 | 노아 랜드                                              | 알리 아테이             |
| 국제장편경쟁 여우주연상                                 | 벌새                                                   | 박지후                  |
| 국제장편경쟁 촬영상                                     | 벌새                                                   | 강국현                  |
| 국제장편경쟁 각본상                                     | 노아 랜드                                              | 젠크 에르튜르크         |
| 국제다큐멘터리경쟁 작품상                               | 하늘을 나는 자유로운 새처럼                            | 엘렌 피스케 외 1명      |
| 국제다큐멘터리경쟁 촬영상                               | 아버지의 타임머신                                      | 쑨 양 외 1명            |
| 국제다큐멘터리경쟁 편집상                               | 17 블록스                                              | 제니퍼 티에시에라       |
| 국제다큐멘터리경쟁 편집상 심사위원특별언급              | 리와인드                                               | 아벨라 그레니어         |
| 신인감독경쟁 장편영화 신인감독상                        | 기름도둑                                               | 에드가르 니토           |
| 신인감독경쟁 다큐멘터리 신인감독상                      | 하늘을 나는 자유로운 새처럼                            | 엘렌 피스케 외 1명      |
| 미국장편경쟁 작품상                                     | 버닝 케인                                              | 필립 유먼스             |
| 미국장편경쟁 남우주연상                                 | 버닝 케인                                              | 웬델 피어스             |
| 미국장편경쟁 여우주연상                                 | 스왈로우                                               | 헤일리 베넷             |
| 미국장편경쟁 여우주연상 심사위원특별언급                | 스트레이 돌스                                          | 기탄잘리 타파           |
| 미국장편경쟁 촬영상                                     | 버닝 케인                                              | 필립 유먼스             |
| 미국장편경쟁 촬영상 심사위원특별언급                    | 블로우 더 맨 다운                                      | 토드 반해즐             |
| 미국장편경쟁 각본상                                     | 블로우 더 맨 다운                                      | 브리짓 새비지 콜 외 1명 |
| 미국장편경쟁 각본상 심사위원특별언급                    | 숏 히스토리 오브 더 롱 로드                            | 애니 사이먼-케네디      |
| 단편경쟁 단편영화상                                     | Maja                                                   | 마리야나 얀코빅         |
| 단편경쟁 단편영화상 심사위원특별언급                    | The Dishwasher                                         | 닉 하탠토               |
| 단편경쟁 단편애니메이션상                               | My Mother's Eyes                                       | Jenny Wright            |
| 단편경쟁 단편다큐멘터리상                               | Learning To Skateboard In a Warzone (If You're A Girl) | Carol Dysinger          |
| 단편경쟁 단편다큐멘터리상 심사위원특별언급              | St. Louis Superman                                     | Smriti Mundhra 외 1명   |
| 학생단편경쟁 학생비저너리상-다큐멘터리                  | Jebel Banat                                            | Sharine Atif            |
| 학생단편경쟁 학생비저너리상 심사위원특별언급-다큐멘터리 | Pearl                                                  | Robbin Yuchao Feng      |
| 노라 에프론 상                                          | 이니셜스 S.G.                                          | 라니아 아티에 외 1명    |
| STORYSCAPES 상                                          | The Key                                                | Celine Tricart          |